# Tex Murphy: Overseer
Tex Murphy: Overseer est un jeu vidéo d'aventure publié en 1998 et fonctionnant sur PC. C'est le cinquième épisode de la saga Tex Murphy. Développé et édité par Access Software, le jeu a été conçu par Chris Jones et Aaron Conners.
L'histoire est divisée en deux narrations distinctes : il y a d'abord, en 2043, le rendez-vous galant entre Tex Murphy et Chelsee Bando, une jeune femme que courtise Tex depuis les deux épisodes précédents (Under a Killing Moon, The Pandora Directive) ; il y a ensuite les événements qui se déroulent en 2037, racontés sous forme de flashbacks, qui permettent de découvrir comment s'est déroulée la première enquête de Tex Murphy. Cette deuxième partie reprend la trame de Mean Streets, premier opus de la série Tex Murphy, mais s'en distingue par plusieurs différences notables.
Tex Murphy: Overseer est l'un des premiers jeux vidéo à faire l'usage de la technologie DVD. L'édition américaine du jeu comprend cinq CD et un DVD, laissant au joueur le choix du support, contrairement à la version française, existant uniquement sous la forme de CD. La version DVD contient des cinématiques de qualité supérieure et évite de devoir changer de disque en cours de partie.

## Synopsis
En novembre 2037, Tex Murphy est un jeune détective privé venant de lancer son propre cabinet après avoir dénoncé la corruption de son premier employeur, le colonel Dobbs. Tex s'est installé dans un bel appartement à New San Francisco et envisage l'avenir avec optimisme. Hélas, les clients se font attendre...
La première affaire commence enfin lorsqu'une belle jeune femme blonde, Sylvia Linsky, vient le trouver pour enquêter sur le prétendu suicide de son père, Carl Linsky : Sylvia pense en effet que Carl a été assassiné, mais la police ne la croit pas.

« My father, Carl Linsky, died a week ago. The police think it's suicide; I believe they're wrong. My father wasn't suicidal, and I'll pay you to prove it. »

— Sylvia Linsky
Tex rencontre alors les différentes personnes qui ont pu connaitre Carl Linsky, que ce soit d'un point de vue professionnel ou amical : il apprend que Carl travaillait sur un projet top secret et que plusieurs de ses relations sont mortes dans des circonstances suspectes ; ce projet de recherche était mené par une entreprise très discrète appelée STG, elle-même filiale d'une énorme société spécialisée dans les systèmes de sécurité : Gideon Enterprise.
De plus, pour la première fois de son existence, Tex entend parler d'Overlord, sans pour autant savoir s'il s'agit d'un nom de code ou d'un nom de personne. Tout cela parait horriblement dangereux, surtout depuis que le Law and Order Party a décidé de détourner ces travaux pour imposer son autorité à la population mondiale. Après avoir appris comment désactiver ce programme, Tex décide de se rendre à l'ancienne prison d'Alcatraz, devenue une propriété très étroitement surveillée...

## Système de jeu

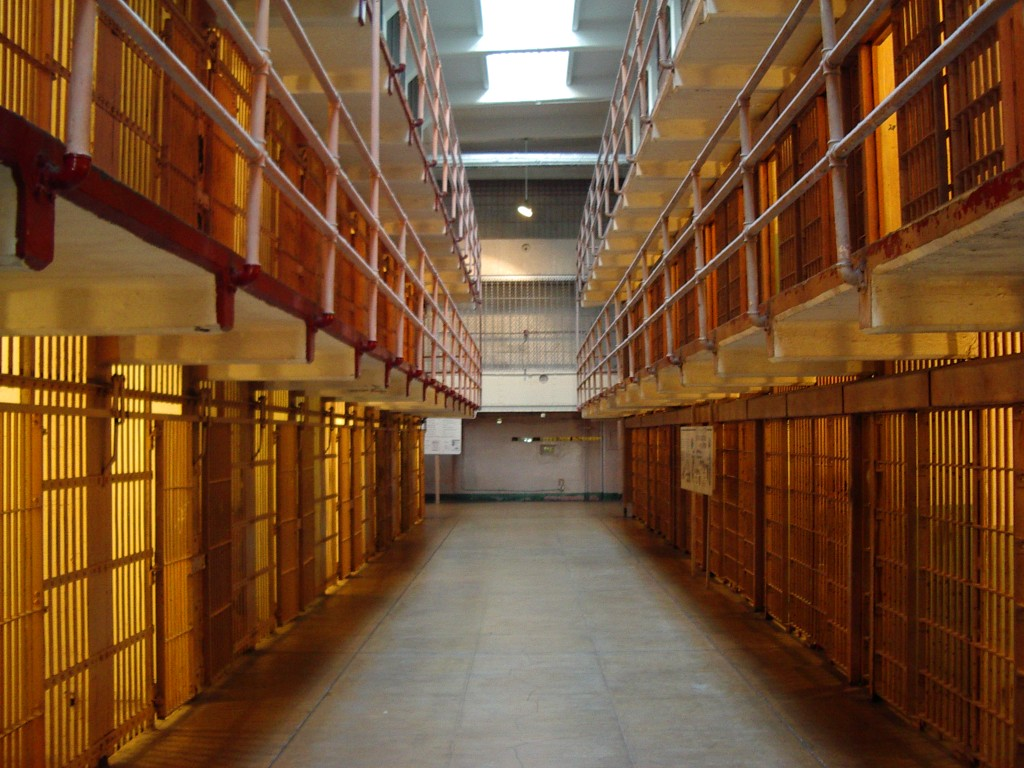
Les cellules d'Alcatraz : vue similaire à ce que peut voir le joueur.

Access Software a développé un nouveau moteur tournant sous Windows 95 et 98, accompagné d'une nouvelle interface graphique.
- Les mouvements s'effectuent au clavier ou à la souris (en maintenant le bouton droit enfoncé).
- Les interactions avec les objets s'effectuent à la souris : un clic sur un objet affiche les actions possibles (exemple : examiner, ouvrir, etc.), puis un autre clic déclenche l'action.
- Sur les bords de l'écran, différents panneaux permettent :
  - en haut, d'accéder aux options de jeu (charger, sauvegarder, etc.) ;
  - en bas, de se déplacer (tourner à gauche, à droite, avancer, etc. ; mêmes déplacements qu'au clavier ou qu'à la souris) ;
  - à gauche, de voir le score et de voyager vers les différents lieux connus de Tex ;
  - à droite, d'accéder à l'inventaire pour étudier les objets trouvés et les combiner si besoin est.
- Deux niveaux de difficulté : l'un permet d'obtenir des indices pour résoudre les énigmes, mais le score maximum est limité à 1 500 points[4] ; l'autre oblige à jouer sans aide, mais le score peut théoriquement monter à 4 000 points[4] (le joueur peut néanmoins basculer — de façon irréversible — vers le mode plus facile avec indices).
- Les scènes sont présentées selon une vue à la première personne en trois dimensions, entrecoupées de cinématiques en full motion video.
- Les conversations sont menées par choix « d'attitudes » plutôt que par sélection de réponses précises ; les dialogues peuvent ainsi prendre un tour inattendu.
- Les questions sur les objets ou sur les personnages sont posées par sélection dans une liste automatiquement inscrite sur les pages du bloc-note de Tex.

## Développement

### Généralités
Chris Jones et Aaron Conners travaillaient sur la suite de The Pandora Directive, appelée Trance, quand Intel leur proposa de créer un jeu à vendre avec leur nouveau processeur afin de démontrer les capacités de cette nouvelle puce ; la société promit de financer le projet pour autant que le jeu soit réalisé en 9 mois. Ce court délai ne leur permettant pas de développer une nouvelle histoire, Jones et Conners choisirent de faire un remake de Mean Streets, premier volet de la saga. Les effets sonores étaient assurés par la technologie Intel RSX 3D, qui simule un environnement sonore en 3D avec deux haut-parleurs.
Bien qu'ayant financé le jeu, Intel décida de ne finalement pas le vendre avec son processeur. Le jeu sortit quasiment dans l'indifférence générale et ne connut pas le succès espéré. Le rachat d'Access Software par Microsoft et les mauvais chiffres de ventes, comparés à ceux des volets précédents, empêchèrent de financer la suite des aventures de Tex Murphy.

### Bugs
À sa sortie, le jeu comportait un grand nombre de bugs rendant l'aventure impossible à terminer. Heureusement, plusieurs patchs furent mis en ligne pour résoudre ces problèmes.

## Remake
En 2015, Chaotic Fusion, une équipe de développement composée de fans du jeu, a annoncé le développement d'un remake appelé The Poisoned Pawn . Ce projet a été approuvé par Big Finish Games . Le jeu est prévu pour l'automne 2017.

## Distribution
Fait récurrent de la série, Overseer fait appel à des noms bien connus du cinéma.
- Chris Jones : Tex Murphy
- Suzanne Barnes : Chelsee Bando
- Rebecca Broussard (en) : Sylvia Linsky
- Jim Cash : Harry Rice
- Aaron Conners : Greg Call
- Henry Darrow : Sonny Fletcher
- Roger Davis : Robert Knott
- Silvana Gallardo : Eve Clements
- John Gavigan : Frank Schimming
- Emmett Grennan : Jorge Valdez
- Clint Howard : Larry Hammond
- Monique Lanier (en) : Wanda Peck
- Howard Mungo : Arnold Sternwood
- Micaela Nelligan : Delores Lightbody
- Richard Norton : Big Jim Slade
- Ron Ross : Carl Linsky
- Michael York : J. Saint Gideon
- Joe Estevez : John Klaus

## Réception
Tex Murphy: Overseer est plutôt bien accueilli par la critique :
- L'agrégateur GameRankings lui attribue ainsi un score total de 81,60 %[15] ;
- Adventure Gamers indique que le jeu est excellent, mais qu'il peut s'avérer difficile à faire fonctionner[16] ;
- GameSpot ne lui donne cependant que 6,3 sur 10, se plaignant des puzzles trop nombreux (et difficiles) et des animations souvent à la peine à cause d'un moteur graphique spécifique aux cartes AGP (les possesseurs de cartes 3D obtenaient alors un rendu très mitigé)[13].

## Bande originale
En 1998, pour accompagner le lancement du jeu, un album des musiques du jeu sort aux États-Unis ; le dernier des 16 titres est d'ailleurs le thème principal du précédent jeu de la série, The Pandora Directive. Une piste de données, ajoutée au CD, contient un écran de veille en rapport avec le jeu.